# Skoki narciarskie w Wielkiej Brytanii
W historii skoków na międzynarodowej arenie startowało łącznie kilku reprezentantów Wielkiej Brytanii w skokach narciarskich.
W latach międzywojennych w mistrzostwach świata w narciarstwie klasycznym wystartowali trzej brytyjscy skoczkowie – w 1931 roku był nim Captain C.G.D. Legard, a w 1934 roku – Legard, Guy Nixon i Colin Wyatt. W latach 80. startował Andrew Pennington, jednak nie osiągnął żadnych sportowych sukcesów.
Najbardziej popularny z zawodników, startujący na przełomie lat 80. i 90. XX wieku, Eddie Edwards został uznany za „najgorszego skoczka w historii”. Z jego powodu rozpoczęto rozgrywać kwalifikacje przed zawodami Pucharu Świata w obawie o jego zbyt krótkie skoki.
W latach 90. w barwach Wielkiej Brytanii startowali również: Ben Freth, James Lambert oraz Alan Donald Jones. Skoczkiem, który jako pierwszy w historii brytyjskich skoków zdobył punkty w międzynarodowych zawodach był startujący w latach 1998–2003 Glynn Pedersen, który znalazł się w trzydziestce kilku z konkursów Pucharu Kontynentalnego, w jednym z nich zajmując siódme miejsce.
W 2010 roku na arenie międzynarodowej pojawił się nowy skoczek z Wielkiej Brytanii, urodzony w 1996 roku Oscar Jones. Startował w zawodach FIS Youth Cup w Hinterzarten, gdzie zajął 25. miejsce spośród 37 startujących zawodników. Od 2007 roku trenuje on regularnie we francuskim klubie sportowym CS Chamonix i startuje w konkursach skoków narciarskich rozgrywanych we Francji.
W brytyjskiej reprezentacji weteranów, tzw. „British Masters Team” znajduje się pięciu zawodników: James Lambert, Alan Donald Jones, Jason Weller, Robert Petterson oraz Alexander Winterhalde. Pierwszy z nich, Lambert zapowiedział, że wystartuje w mistrzostwach świata w 2011 w Oslo. Ostatecznie wystartował  w konkursie kombinacji norweskiej.
Latem 2012 roku brytyjska federacja, wspólnie z Międzynarodową Federacją Narciarską, podjęła decyzję o wstrzymaniu wydawania licencji umożliwiających starty w zawodach międzynarodowych. W związku z tym brytyjscy skoczkowie narciarscy nie mogą startować w oficjalnych zawodach organizowanych pod egidą Międzynarodowej Federacji Narciarskiej.
20 grudnia 2014 roku w zawodach FIS Cup  w Szczyrbskim Jeziorze wystartował Jake Lock.
Po skoku na 70,5m i nocie 69,0 pkt. uplasował się na 62. miejscu. W tych zawodach brało udział 88 skoczków.
14 lutego 2015 roku w zawodach FIS Cup w Brattleboro wystartowało dwóch brytyjskich skoczków - bliźniacy Jake Lock i Robert Lock. Jake zajął 29. miejsce natomiast Robert zajął 31. miejsce. W zawodach udział brało zaledwie 33 zawodników. W drugim dniu konkursu Jake ponownie zajął 29. miejsce, a Robert 31. miejsce. W tym konkursie udział brało zaledwie 32 zawodników.
9 marca 2019 w zawodach Alpen Cupu w Chaux-Neuve wystartowała Mani Cooper, zajęła 37. miejsce.